# Березоточский сельский совет (Лубенский район)
Березоточский сельский совет (укр. Березотіцька сільська рада) — входит в состав
Лубенского района
Полтавской области
Украины.
Административный центр сельского совета находится в 
с. Березоточа.

## Населённые пункты совета
- с. Березоточа
- с. Сухая Солоница